# Oscar Gloukh
Oscar Gloukh (Hebreeuws: אוסקר גלוך) (Rehovot, 1 april 2004) is een Israëlisch voetballer die doorgaans speelt als aanvallende middenvelder. In augustus 2025 verruilde hij Red Bull Salzburg voor AFC Ajax. Gloukh maakte in 2022 zijn debuut in het Israëlisch voetbalelftal.

## Clubcarrière
Gloukh, wiens vader als dertienjarige van diens geboorteland Rusland naar Israël verhuisde, speelde vroeger karate maar overtuigde zijn ouders om hem in te schrijven bij een voetbalclub. Hij begon met voetballen bij Maccabi Sha'arayim en stapte een jaar later over naar de opleiding van Maccabi Tel Aviv. Hier maakte hij zijn professionele debuut op 8 augustus 2021, toen in de Toto Cup op strafschoppen met 7–6 verloren werd van Hapoel Jeruzalem na een initiële 1–1. Zijn eerste wedstrijd in de Ligat Ha'Al speelde hij op 11 april 2022, toen in het eigen Bloomfieldstadion gespeeld werd tegen Maccabi Haifa. Gloukh mocht van coach Mladen Krstajić in de basisopstelling beginnen en na achtentwintig minuten opende hij de score. Uiteindelijk werd het 1–1 door een doelpunt van Tjaronn Chery. In oktober 2022 zette Gloukh zijn handtekening onder een nieuw contract bij Maccabi Tel Aviv, tot medio 2025.
Drie maanden later, in januari 2023, liet hij de club achter zich, want hij werd voor circa zeven miljoen euro aangetrokken door Red Bull Salzburg, wat hem een contract voor vierenhalf jaar liet tekenen. Voor deze club speelde hij tweeënhalf seizoenen. In twee van deze seizoenen kwam hij voor zijn club uit in de UEFA Champions League.
Op 1 augustus 2025 tekende Gloukh een vijfjarig contract bij Ajax, dat liep tot en met 30 juni 2030. De Amsterdammers betaalden naar verluidt circa 14,75 miljoen euro voor zijn overgang, wat door bonussen kon oplopen tot 17,25 miljoen.

## Clubstatistieken
| Seizoen | Club              | Competitie  | Competitie | Competitie | Beker | Beker | Internationaal | Internationaal | Totaal | Totaal |
| Seizoen | Club              | Competitie  | Wed.       | Dlp.       | Wed.  | Dlp.  | Wed.           | Dlp.           | Wed.   | Dlp.   |
| ------- | ----------------- | ----------- | ---------- | ---------- | ----- | ----- | -------------- | -------------- | ------ | ------ |
| 2021/22 | Maccabi Tel Aviv  | Ligat Ha'Al | 8          | 3          | 3     | 0     | 0              | 0              | 11     | 3      |
| 2022/23 | Maccabi Tel Aviv  | Ligat Ha'Al | 17         | 4          | 2     | 2     | 4              | 0              | 23     | 6      |
| 2022/23 | Red Bull Salzburg | Bundesliga  | 15         | 2          | 0     | 0     | 2              | 0              | 17     | 2      |
| 2023/24 | Red Bull Salzburg | Bundesliga  | 29         | 7          | 5     | 0     | 6              | 2              | 40     | 9      |
| 2024/25 | Red Bull Salzburg | Bundesliga  | 26         | 10         | 2     | 1     | 15             | 1              | 43     | 12     |
| 2025/26 | Red Bull Salzburg | Bundesliga  | 0          | 0          | 0     | 0     | 1              | 0              | 1      | 0      |
| 2025/26 | Ajax              | Eredivisie  | 1          | 0          | 0     | 0     | 0              | 0              | 1      | 0      |
| Totaal  | Totaal            | Totaal      | 96         | 26         | 12    | 3     | 28             | 3              | 136    | 32     |

Bijgewerkt op 10 augustus 2025.

## Interlandcarrière
Gloukh maakte op 17 november 2022 zijn debuut in het Israëlisch voetbalelftal tijdens een vriendschappelijke wedstrijd tegen Zambia. Tai Baribo, Dean David, Dan Glazer en Itamar Shviro scoorden voor Israël en de tegengoals kwamen van Kings Kangwa en Rally Bwalya. Gloukh moest van bondscoach Alon Hazan op de reservebank beginnen en hij mocht na een klein uur spelen invallen voor Miguel Vítor. De andere Israëlische debutant dit duel was Sagiv Yehezkel (Hapoel Beër Sjeva). Zijn eerste doelpunt in de nationale ploeg maakte de aanvallende middenvelder drie dagen later, tegen Cyprus. In de zesenzestigste minuut maakte hij de aansluitingstreffer na Cypriotische goals van Charalampos Charalampous en Ioannis Pittas. Baribo zette de twee teams daarna op gelijke hoogte, waarna Michalis Ioannou Cyprus de winst bezorgde: 2–3.
| Interlands van Oscar Gloukh voor Israël | Interlands van Oscar Gloukh voor Israël | Interlands van Oscar Gloukh voor Israël | Interlands van Oscar Gloukh voor Israël | Interlands van Oscar Gloukh voor Israël | Interlands van Oscar Gloukh voor Israël | Interlands van Oscar Gloukh voor Israël |
| №                                       | Datum                                   | Wedstrijd                               | Uitslag                                 | Competitie                              | Goals                                   |                                         |
| Als speler bij Maccabi Tel Aviv         | Als speler bij Maccabi Tel Aviv         | Als speler bij Maccabi Tel Aviv         | Als speler bij Maccabi Tel Aviv         | Als speler bij Maccabi Tel Aviv         | Als speler bij Maccabi Tel Aviv         | Als speler bij Maccabi Tel Aviv         |
| --------------------------------------- | --------------------------------------- | --------------------------------------- | --------------------------------------- | --------------------------------------- | --------------------------------------- | --------------------------------------- |
| 1                                       | 17 november 2022                        | Israël – Zambia                         | 4 – 2                                   | Vriendschappelijk                       |                                         |                                         |
| 2                                       | 20 november 2022                        | Israël – Cyprus                         | 2 – 3                                   | Vriendschappelijk                       | 66'                                     |                                         |
| Als speler bij Red Bull Salzburg        |                                         |                                         |                                         |                                         |                                         |                                         |
| 3                                       | 25 maart 2023                           | Israël – Kosovo                         | 1 – 1                                   | EK 2024 kwalificatie                    |                                         |                                         |
| 4                                       | 28 maart 2023                           | Zwitserland – Israël                    | 3 – 0                                   | EK 2024 kwalificatie                    |                                         |                                         |
| 5                                       | 16 juni 2023                            | Wit-Rusland – Israël                    | 1 – 2                                   | EK 2024 kwalificatie                    | 90+2'                                   |                                         |
| 6                                       | 19 juni 2023                            | Israël – Andorra                        | 2 – 1                                   | EK 2024 kwalificatie                    |                                         |                                         |
| 7                                       | 9 september 2023                        | Roemenië – Israël                       | 1 – 1                                   | EK 2024 kwalificatie                    | 53'                                     |                                         |
| 8                                       | 12 september 2023                       | Israël – Wit-Rusland                    | 1 – 0                                   | EK 2024 kwalificatie                    |                                         |                                         |
| 9                                       | 12 november 2023                        | Kosovo – Israël                         | 1 – 0                                   | EK 2024 kwalificatie                    |                                         |                                         |
| 10                                      | 15 november 2023                        | Israël – Zwitserland                    | 1 – 1                                   | EK 2024 kwalificatie                    |                                         |                                         |
| 11                                      | 18 november 2023                        | Israël – Roemenië                       | 1 – 2                                   | EK 2024 kwalificatie                    |                                         |                                         |
| 12                                      | 21 maart 2024                           | Israël – IJsland                        | 1 – 4                                   | EK 2024 kwalificatie                    |                                         |                                         |
| 13                                      | 6 september 2024                        | België – Israël                         | 3 – 1                                   | Nations League 2024/25                  |                                         |                                         |
| 14                                      | 9 september 2024                        | Israël – Italië                         | 1 – 2                                   | Nations League 2024/25                  |                                         |                                         |
| 15                                      | 10 oktober 2024                         | Israël – Frankrijk                      | 1 – 4                                   | Nations League 2024/25                  |                                         |                                         |
| 16                                      | 14 oktober 2024                         | Italië – Israël                         | 4 – 1                                   | Nations League 2024/25                  |                                         |                                         |
| 17                                      | 14 november 2024                        | Frankrijk – Israël                      | 0 – 0                                   | Nations League 2024/25                  |                                         |                                         |
| 18                                      | 17 november 2024                        | Israël – België                         | 1 – 0                                   | Nations League 2024/25                  |                                         |                                         |
| 19                                      | 22 maart 2025                           | Israël – Estland                        | 2 – 1                                   | WK 2026 kwalificatie                    |                                         |                                         |
| 20                                      | 25 maart 2025                           | Israël – Noorwegen                      | 2 – 4                                   | WK 2026 kwalificatie                    |                                         |                                         |
| 21                                      | 6 juni 2025                             | Estland – Israël                        | 1 – 3                                   | WK 2026 kwalificatie                    |                                         |                                         |

Bijgewerkt op 3 augustus 2025.

## Erelijst
| Bundesliga | 1 | 2022/23 |